# Ptah
| p · t | H |

| p · t | H |

Ptah var i den ægyptiske mytologi skaberguden, gud for håndværkere, for jorden og for underverdenen. Ligesom Osiris afbildes han stramt indpakket som en mumie med grøn hud (symbolet på genfødsel). Ptah afbildes også holdende herskerstaven, som kombinerede was-scepteret (= magt), ankh (= liv) og djed (= stabilitet). På hovedet bar han en blå hue.  Især var han byen Memphis' gud, og i den herfra stammende såkaldte "memphitiske" teologi opfattedes han tillige som den, der i tidernes morgen havde kaldt verden frem fra intet ved sine blotte befalinger.
Egypten har sit navn efter Ptah, via græsk Aigyptos (der betød både "Nilen" og "Egypten"), fra gammelegyptisk Ha(t)-ka-ptah (= "Tempel for Ptahs ka"). Egentlig var Ha-ka-ptah et navn for byen Memphis, men grækerne opfattede det som navn for hele landet. 